# Lijst van voetbalinterlands Hongkong - Maleisië
Deze lijst van voetbalinterlands is een overzicht van alle officiële voetbalwedstrijden tussen de nationale teams van Hongkong en Maleisië. De landen speelden tot op heden 31 keer tegen elkaar. De eerste ontmoeting, een vriendschappelijke wedstrijd, werd gespeeld in Shah Alam op 4 september 1957. Het laatste duel, eveneens een vriendschappelijke wedstrijd, vond plaats op 28 maart 2023 in Johor Bahru.

## Wedstrijden
| №  | Plaats       | Datum            | Competitie                 | Wedstrijd           | Uitslag |
| -- | ------------ | ---------------- | -------------------------- | ------------------- | ------- |
| 1  | Shah Alam    | 4 september 1957 | Vriendschappelijk          | Malakka – Hongkong  | 3 – 3   |
| 2  | Kuala Lumpur | 1 september 1958 | Vriendschappelijk          | Malakka – Hongkong  | 3 – 0   |
| 3  | Kuala Lumpur | 6 september 1959 | Vriendschappelijk          | Malakka – Hongkong  | 2 – 1   |
| 4  | Saigon       | 14 december 1963 | Azië Cup 1964 kwalificatie | Hongkong – Maleisië | 4 – 3   |
| 5  | Kuala Lumpur | 23 augustus 1965 | Vriendschappelijk          | Maleisië – Hongkong | 1 – 3   |
| 6  | Kuala Lumpur | 17 augustus 1966 | Vriendschappelijk          | Maleisië – Hongkong | 1 – 0   |
| 7  | Hongkong     | 26 maart 1967    | Azië Cup 1968 kwalificatie | Hongkong – Maleisië | 3 – 1   |
| 8  | Kuala Lumpur | 13 augustus 1967 | Vriendschappelijk          | Maleisië – Hongkong | 3 – 0   |
| 9  | Saigon       | 8 november 1967  | Vriendschappelijk          | Maleisië – Hongkong | 2 – 0   |
| 10 | Kuala Lumpur | 9 augustus 1968  | Vriendschappelijk          | Maleisië – Hongkong | 1 – 1   |
| 11 | Jakarta      | 26 juni 1970     | Vriendschappelijk          | Maleisië − Hongkong | 1 − 1   |
| 12 | Bangkok      | 28 mei 1971      | Azië Cup 1972 kwalificatie | Maleisië – Hongkong | 2 – 1   |
| 13 | Seoel        | 17 mei 1973      | WK 1974 kwalificatie       | Hongkong – Maleisië | 1 – 0   |
| 14 | Kuala Lumpur | 29 juli 1974     | Vriendschappelijk          | Maleisië – Hongkong | 1 – 0   |
| 15 | Kuala Lumpur | 31 juli 1975     | Vriendschappelijk          | Maleisië − Hongkong | 3 − 1   |
| 16 | Singapore    | 8 maart 1977     | WK 1978 kwalificatie       | Maleisië − Hongkong | 1 − 1   |
| 17 | Bangkok      | 19 januari 1979  | Azië Cup 1980 kwalificatie | Maleisië − Hongkong | 0 − 0   |
| 18 | Hiroshima    | 1 oktober 1994   | Aziatische Spelen 1994     | Maleisië − Hongkong | 4 − 3   |
| 19 | Hongkong     | 8 maart 2001     | WK 2002 kwalificatie       | Maleisië − Hongkong | 2 − 0   |
| 20 | Doha         | 23 maart 2001    | WK 2002 kwalificatie       | Hongkong − Maleisië | 2 − 1   |
| 21 | Kuantan      | 18 februari 2004 | WK 2006 kwalificatie       | Maleisië − Hongkong | 1 − 3   |
| 22 | Hongkong     | 13 oktober 2004  | WK 2006 kwalificatie       | Hongkong − Maleisië | 2 − 0   |
| 23 | Kuala Lumpur | 9 februari 2011  | Vriendschappelijk          | Maleisië − Hongkong | 2 − 0   |
| 24 | Hongkong     | 3 juni 2011      | Vriendschappelijk          | Hongkong − Maleisië | 1 − 1   |
| 25 | Hongkong     | 16 oktober 2012  | Vriendschappelijk          | Hongkong − Maleisië | 0 − 3   |
| 26 | Shah Alam    | 14 november 2012 | Vriendschappelijk          | Maleisië − Hongkong | 1 − 1   |
| 27 | Shah Alam    | 6 juni 2015      | Vriendschappelijk          | Maleisië − Hongkong | 0 − 0   |
| 28 | Krubong      | 5 september 2017 | Azië Cup 2019 kwalificatie | Maleisië − Hongkong | 1 − 1   |
| 29 | Hongkong     | 10 oktober 2017  | Azië Cup 2019 kwalificatie | Hongkong − Maleisië | 2 − 0   |
| 30 | Kuala Lumpur | 1 juni 2022      | Vriendschappelijk          | Maleisië − Hongkong | 2 − 0   |
| 31 | Johor Bahru  | 28 maart 2023    | Vriendschappelijk          | Maleisië − Hongkong | 2 − 0   |

## Samenvatting
| Competitie            | Totaal gespeeld | Winst Hongkong | Gelijk | Winst Maleisië | Doelsaldo Hongkong – Maleisië |
| --------------------- | --------------- | -------------- | ------ | -------------- | ----------------------------- |
| WK-kwalificatie       | 6               | 4              | 1      | 1              | 9 − 5                         |
| Azië Cup-kwalificatie | 6               | 3              | 2      | 1              | 11 − 7                        |
| Aziatische Spelen     | 1               | 0              | 0      | 1              | 3 − 4                         |
| Vriendschappelijk     | 18              | 1              | 6      | 11             | 12 − 32                       |
| Totaal                | 31              | 8              | 9      | 14             | 35 − 48                       |

HKFA · 
Lijst van A-internationals · 
Hongkongs vrouwenelftal
1960 – 1969 ·
1970 – 1979 ·
1980 – 1989 ·
1990 – 1999 ·
2000 – 2009 ·
2010 – 2019 ·
2020 − 2029
Afghanistan ·
Argentinië ·
Australië ·
Bahrein ·
Bangladesh ·
Bhutan ·
Brazilië ·
Brunei ·
Cambodja ·
Canada ·
China ·
Colombia ·
Denemarken ·
Estland ·
Fiji ·
Filipijnen ·
Guam ·
India ·
Indonesië ·
Irak ·
Iran ·
Israël ·
Japan ·
Jemen ·
Joegoslavië ·
Jordanië ·
Koeweit ·
Kroatië ·
Laos ·
Libanon ·
Liechtenstein ·
Macau ·
Malediven ·
Maleisië ·
Marokko ·
Mauritius ·
Mongolië ·
Myanmar ·
Nepal ·
Noord-Korea ·
Noorwegen ·
Oezbekistan ·
Oman ·
Oost-Timor ·
Palestina ·
Paraguay ·
Qatar ·
Salomonseilanden ·
Saoedi-Arabië ·
Singapore ·
Sri Lanka ·
Syrië ·
Tadzjikistan ·
Taiwan ·
Thailand ·
Turkmenistan ·
Verenigde Arabische Emiraten ·
Vietnam ·
Zuid-Korea ·
Zuid-Vietnam ·
Zwitserland
FAM · 
A-internationals · 
Maleisisch vrouwenelftal
Afghanistan ·
Algerije ·
Australië ·
Bahrein ·
Bangladesh ·
Bhutan ·
Bosnië en Herzegovina ·
Brazilië ·
Brunei ·
Cambodja ·
Canada ·
China ·
Engeland ·
Fiji ·
Filipijnen ·
Finland ·
Ghana ·
Hongkong ·
India ·
Indonesië ·
Irak ·
Iran ·
Israël ·
Jamaica ·
Japan ·
Jemen ·
Jordanië ·
Kenia ·
Kirgizië ·
Koeweit ·
Laos ·
Lesotho ·
Libanon ·
Liberia ·
Libië ·
Liechtenstein ·
Macau ·
Malediven ·
Marokko ·
Mongolië ·
Myanmar ·
Nepal ·
Nieuw-Zeeland ·
Noord-Korea ·
Oezbekistan ·
Oman ·
Oost-Timor ·
Pakistan ·
Palestina ·
Papoea-Nieuw-Guinea ·
Qatar ·
Saoedi-Arabië ·
Salomonseilanden ·
Senegal ·
Singapore ·
Sri Lanka ·
Syrië ·
Tadzjikistan ·
Taiwan ·
Thailand ·
Turkije ·
Turkmenistan ·
Uruguay ·
Verenigde Arabische Emiraten ·
Vietnam ·
Zuid-Korea ·
Zuid-Vietnam ·
Zweden